# Julius Maada Bio
Julius Maada Bio (ur. 12 maja 1964 w Tihun) – sierraleoński wojskowy i polityk, szef państwa od 17 stycznia do 29 marca 1996 jako przewodniczący Tymczasowej Narodowej Rady Rządzącej, junty wojskowej rządzącej krajem. Kandydat w wyborach prezydenckich w 2012. Prezydent Sierra Leone od 4 kwietnia 2018.

## Życiorys

### Młodość i edukacja
Urodził się w 1964 w wiosce Tihun w dystrykcie Bonthe. Był 33. z 35 dzieci przywódcy plemiennego Charliego Vonie Bio i jednej z jego dziewięciu żon. Początkowo kształcił się w lokalnej katolickiej szkole podstawowej, następnie przez pięć lat zamieszkiwał razem ze starszą siostrą w Pujehun, gdzie kontynuował naukę. Po jej zakończeniu przez siedem lat uczył się w szkole średniej Bo Government Secondary School w Bo, mieszkając w tym czasie w internacie. Ukończył ją w 1984 i przez rok pracował jako nauczyciel w metodystycznej szkole średniej.

### Kariera wojskowa
W 1985 ubiegał się o przyjęcie do Fourah Bay College we Freetown, jednego z najstarszych uniwersytetów w Afryce Zachodniej. Zmienił jednak plany i wstąpił do armii, która w tamtym czasie stwarzała sposobność szybszego awansu społecznego i materialnego. Kształcił się w szkole kadetów w Benguema w prowincji Obszar Zachodni, którą ukończył w październiku 1987 w randze podporucznika.
Służbę wojskową rozpoczynał w jednostce przy Porcie lotniczym Lungi, następnie stacjonował w dystrykcie Kambia w ramach Economic Emergency Unit, jednostki stworzonej przez prezydenta Josepha Saidu Momoha do zwalczania korupcji gospodarczej. W 1988 został ponownie skierowany do Lungi, gdzie przeszedł szkolenie wojskowe pod auspicjami ONZ w zakresie bezpieczeństwa lotniczego. Po jego zakończeniu rezydował w Benguemie jako dowódca plutonu. W 1990 powrócił do Lungi. Jeszcze w tym samym roku, po wybuchu wojny domowej w sąsiedniej Liberii, został rozlokowany w przygranicznym regionie w dystrykcie Pujehun. Następnie, w ramach drugiej zmiany międzynarodowych sił ECOMAG (wystawionych przez państwa ECOWAS, w tym Sierra Leone), został przerzucony do Liberii. Wraz z nim znalazł się tam kapitan Valentine Strasser.
W marcu 1991 nowo powstały  Zjednoczony Front Rewolucyjny (RUF), przy wsparciu liberyjskich sił Charlesa Taylora, wystąpił przeciwko prezydentowi Momohowi i rozpoczął wojnę domową w Sierra Leone. W rezultacie, we wrześniu 1991 Maada Bio powrócił do kraju i wszedł w skład grupy liczącej 600 żołnierzy, walczącej w dystrykcie Kailahun z siłami RUF.

### Zamach stanu i rządy wojskowe
29 kwietnia 1992 Maada Bio, razem z kilkoma towarzyszami z armii, odegrał wiodącą rolę w dokonaniu zamachu stanu. Grupa wojskowych opanowała tego dnia Freetown i zmusiła prezydenta Momoha do ucieczki do Gwinei. Wojskowi zarzucali jego administracji nieradzenie sobie z rebelią RUF, złe zarządzanie krajem i korupcję. Władzę przejęła junta wojskowa, która utworzyła Tymczasową Narodową Radę Rządzącą (NPRC) na czele z Valentinem Strasserem jako szefem państwa. Maada Bio objął w niej stanowisko ministra informacji i transmisji. 5 lipca 1994 został wiceprzewodniczącym NPRC. W tym samym roku awansował do stopnia generała brygady.
16 stycznia 1996, wraz z grupą zwolenników, dokonał przewrotu wewnątrz junty, odsunął od władzy Strassera, który wyjechał do Gwinei i sam stanął na czele państwa oraz NPRC. Rozpoczął rozmowy pokojowe z RUF oraz zrealizował plan przywrócenia władzy cywilnej. Zgodnie z nim, 26 i 27 lutego 1996 w kraju odbyły się demokratyczne wybory parlamentarne, które wygrała Ludowa Partia Sierra Leone (SLPP) oraz prezydenckie, które w drugiej turze 15 marca wygrał Ahmad Tejan Kabbah z SLPP. 29 marca 1996 Maada Bio przekazał władzę nowo wybranemu prezydentowi.

### Działalność po oddaniu władzy
Po przekazaniu władzy w 1996 wyjechał do Stanów Zjednoczonych celem kontynuacji edukacji. Ukończył studia magisterskie stosunków międzynarodowych na American University w Waszyngtonie, a także studia magisterskie z zakresu rozwoju międzynarodowego. Po zakończeniu wojny domowej w Sierra Leone w 2002 powrócił do ojczyzny, gdzie rozpoczął prywatną działalność gospodarczą w sektorze farmaceutycznym, a następnie w sektorze rolniczym, trudniąc się eksportem kakao i kawy.
Ponownie zaangażował się również w działalność polityczną. W 2005 bez powodzenia ubiegał się o przywództwo w Ludowej Partii Sierra Leone (SLPP). 1 sierpnia 2011 został wybrany kandydatem SLPP w wyborach prezydenckich 17 listopada 2012, w których jego głównym rywalem był urzędujący prezydent Ernest Bai Koroma. W głosowaniu zajął drugie miejsce z wynikiem 37,4% głosów poparcia, przegrywając już w pierwsze turze w prezydentem Koromą, który uzyskał 58,7% głosów. 31 marca 2018 wybrany na prezydenta Sierra Leone, urząd objął 4 kwietnia.